# LeRoy Abrams
LeRoy Abrams (1874 - 1956) foi um botânico norte-americano.